# Admete
Admete (altgriechisch Ἀδμήτη Admḗtē) ist in der griechischen Mythologie die Tochter des Eurystheus, König von Mykene und Tiryns, und der Admete oder Antimache.
Nach Georgios Synkellos begleitete sie das Amt der Priesterin der argivischen Hera für 38 Jahre, bevor Phalides ihre Nachfolgerin wurde. Ein Marmorrelief aus dem 2. Jahrhundert n. Chr., das Admete beim Opfer zeigt, befand sich zunächst in der Farnesischen Sammlungen und wurde später in die Villa Albani übertragen. Es trägt die griechische Bildunterschrift: Die argivische Herapriesterin Admata, Tochter des Eurystheus und der Admata, Tochter des Amphidamas, Jahr 58. Diese Inschrift wurde verschieden interpretiert: Aubin-Louis Millin de Grandmaison sagte, dass Admete insgesamt 58 Jahre Herapriesterin war. Karl Otfried Müller vermutete hingegen, dass Herkules im 58 Amtsjahr der Admete vergöttlicht wurde und sie ihm deshalb ein erstes Opfer darbrachte.
In der Bibliotheke des Apollodor begehrt sie den Gürtel der Amazonenkönigin Hippolyte, den diese für ihre Tapferkeit von Ares erhalten hatte. Daraufhin wird Herakles zur neunten Aufgabe, in Erfüllung einer seiner zwölf Arbeiten ausgesandt, um den Gürtel für sie zu erkämpfen. Bei Tzetzes begleitet sie ihn und hierbei entführt entweder Ares oder Admete die Amazonenkönigin. Nach Athenaios floh Admete mit einem Kultbild der Hera von der Stadt Argos auf die Insel Samos. Die Argiver heuerten daraufhin tyrrhenische Seeräuber an, um das Bild zurückzubringen. Nach dem Raub lag das Schiff der Seeräuber so lange unbeweglich im Meer, bis die Piraten das Kultbild wieder an Land brachten. Am nächsten Tag fanden die Samier die Statue und banden sie an einem Baum fest, doch Admete band sie wieder los, reinigte sie und stellte sie erneut im Tempel auf. Im Andenken an diese Begebenheit wurde auf Samos das Fest Tonea (Τόνεα) gefeiert.
Man geht davon aus, dass wie von Pausanias berichtet eine Statue der Admete im Heraion von Argos stand, da man hier einen Statuensockel mit der Inschrift Admatas (altgriechisch Ἀδμάτας) fand.